# Putzenhofen
Putzenhofen ist ein unbewohnter amtlich benannter Gemeindeteil der Gemeinde Straßkirchen im niederbayerischen Landkreis Straubing-Bogen.
Das einzige noch bestehende Gebäude im Ort ist eine Kapelle.

## Geographie und Verkehrsanbindung
Der Ort liegt südöstlich des Kernortes Straßkirchen an der  Staatsstraße 2325. Unweit nordöstlich verläuft die Bundesstraße 8 und fließt die Donau.

## Geschichte
Die Ortsnamensendung -hofen deutet wie bei einigen anderen Orten rund um Altenbuch auf eine Vergangenheit als Ausbauort des Klosters Metten hin.
Putzenhofen war ein Gemeindeteil der ehemaligen Gemeinde Paitzkofen und wurde bei deren Auflösung nach Straßkirchen eingegliedert.

### Einwohnerentwicklung
- 1838: 0 25 Einwohner (in vier Häusern)[6]
- 1875: 0 36 Einwohner[7]
- 1885: 0 42 Einwohner[8]
- 1900: 0 62 Einwohner[9]
- 1925: 0 75 Einwohner[10]
- 1950: 0 52 Einwohner[11]
- 1961: 0 17 Einwohner[12]
- 1970: 00 - Einwohner[4]
- 1987: 00 - Einwohner[1]

## Sehenswürdigkeiten
In der Liste der Baudenkmäler in Straßkirchen ist für Putzenhofen ein Baudenkmal aufgeführt:
- Die Kapelle im Irlbacher Feld stammt aus dem 19. Jahrhundert.